# Giulia Salvatori
Pour les articles homonymes, voir Salvatori.
 (février 2011).
Si vous disposez d'ouvrages ou d'articles de référence ou si vous connaissez des sites web de qualité traitant du thème abordé ici, merci de compléter l'article en donnant les références utiles à sa vérifiabilité et en les liant à la section « Notes et références ».
Giulia Salvatori est une actrice et auteure franco-italienne, née le 4 juillet 1962 à Rome (Italie). Elle est la fille d'Annie Girardot et de Renato Salvatori, qui ont joué ensemble dans Rocco et ses frères.

## Biographie
Elle a deux enfants : Lola (Lola Vogel), devenue comédienne comme sa grand-mère Annie Girardot, et Renato.
Le 10 mars 2002, elle participe à l'émission Vivement dimanche ! dont sa mère est l'invitée d'honneur. Le 21 septembre 2006, elle révèle dans l'hebdomadaire Paris Match que sa mère souffre de la maladie d'Alzheimer.
En 2007, elle est invitée de l'émission Vie privée, vie publique avec ses enfants.
Giulia Salvatori publie en 2007, aux éditions Michel Lafon, un livre intitulé La Mémoire de ma mère. Elle y évoque notamment le quotidien de sa mère et son évolution dans la maladie.
Le 25 octobre 2012, Giulia Salvatori et Alan O'Dinam publient aux éditions Michel Lafon, un livre intitulé Annie Girardot : Un destin français.

## Filmographie
- Le Cœur à l'envers (1980)
- La vie continue (1981)
- Olga e i suoi figli (Olga et ses fils) (série 1985)
- Adieu blaireau (1985)
- Florence ou La vie de château (série 1987)
- Le Vent des moissons (série 1988)
- 1988 : Prisonnières de Charlotte Silvera
- Scène de rue (1999) court-métrage réalisé par Pascal Aubert
- Hotel Shanghai 1937 (1996) (TV)
- Allons petits enfants (2005) (TV)
- 2007 : Christian d'Elisabeth Löchen
- 2010 : Les Amours secrètes de Franck Phelizon